# Riksdagen hösten 1617
Riksdagen hösten 1617 ägde rum i Stockholm och Uppsala.
Ständerna sammanträdde den 26 augusti 1617 i Stockholm. 
Gustav II Adolf höll den 27 augusti ett trontal för sin kommande gärning som krönt kung. Efter de viktigaste spörsmålen avhandlats flyttade riksdagen till Uppsala där kröningen skedde den 12 oktober. 
Riksdagen avslutades den 12 oktober 1617.